# Vexillum (Pusia) semicostatum
Vexillum (Pusia) semicostatum is een slakkensoort uit de familie van de Costellariidae. De wetenschappelijke naam van de soort is voor het eerst geldig gepubliceerd in 1838 door Anton.